# الذنبة (ذي السفال)

تعديل مصدري - تعديل

الذنبة هي إحدى قرى عزلة العداني بمديرية ذي السفال التابعة لمحافظة إب، بلغ تعداد سكانها 834 نسمة حسب تعداد اليمن لعام 2004.